# Rieux-Minervois
Pour les articles homonymes, voir Rieux.
Rieux-Minervois  (en occitan Rius de Menerbés ) est une commune française, située dans le nord du département de l'Aude en région Occitanie.
Sur le plan historique et culturel, la commune fait partie du Minervois, un pays de basses collines qui s'étend du Cabardès, à l'ouest, au Biterrois à l'est, et de la Montagne Noire, au nord, jusqu'au fleuve Aude au sud. Exposée à un climat méditerranéen, elle est drainée par l'Argent-Double, le Rascas, le ruisseau de Canet, le ruisseau de Naval, le ruisseau de Saint-Julien et par divers autres petits cours d'eau. La commune possède un patrimoine naturel remarquable composé de trois zones naturelles d'intérêt écologique, faunistique et floristique.
Rieux-Minervois est une commune rurale qui compte 1 966 habitants en 2022. Elle appartient à l'unité urbaine de Rieux-Minervois. Ses habitants sont appelés les Mérinvillois ou  Mérinvilloises.
Le patrimoine architectural de la commune comprend trois  immeubles protégés au titre des monuments historiques : l'église de l'Assomption, classée en 1840, le Silo, inscrit en 1963, et le château, inscrit en 1997.

## Géographie
Commune du Minervois, traversée par l'Argent-Double. Elle est limitrophe du département de l'Hérault.

### Communes limitrophes
Les communes limitrophes sont  Aigues-Vives, Azille, La Livinière, La Redorte, Laure-Minervois, Peyriac-Minervois, Puichéric, Saint-Frichoux et Trausse.
| Trausse (sur 100 m), Peyriac-Minervois | Peyriac-Minervois (enclave) | La Livinière (Hérault) |
| Laure-Minervois                        | Rieux-Minervois             | Azille                 |
| Saint-Frichoux                         | Puichéric                   | La Redorte             |

La commune possède au sud-ouest un hexapoint avec Saint-Frichoux, Aigues-Vives, Marseillette, Blomac et Puichéric, marqué par la borne 53 dans l'ancien étang de Marseillette.

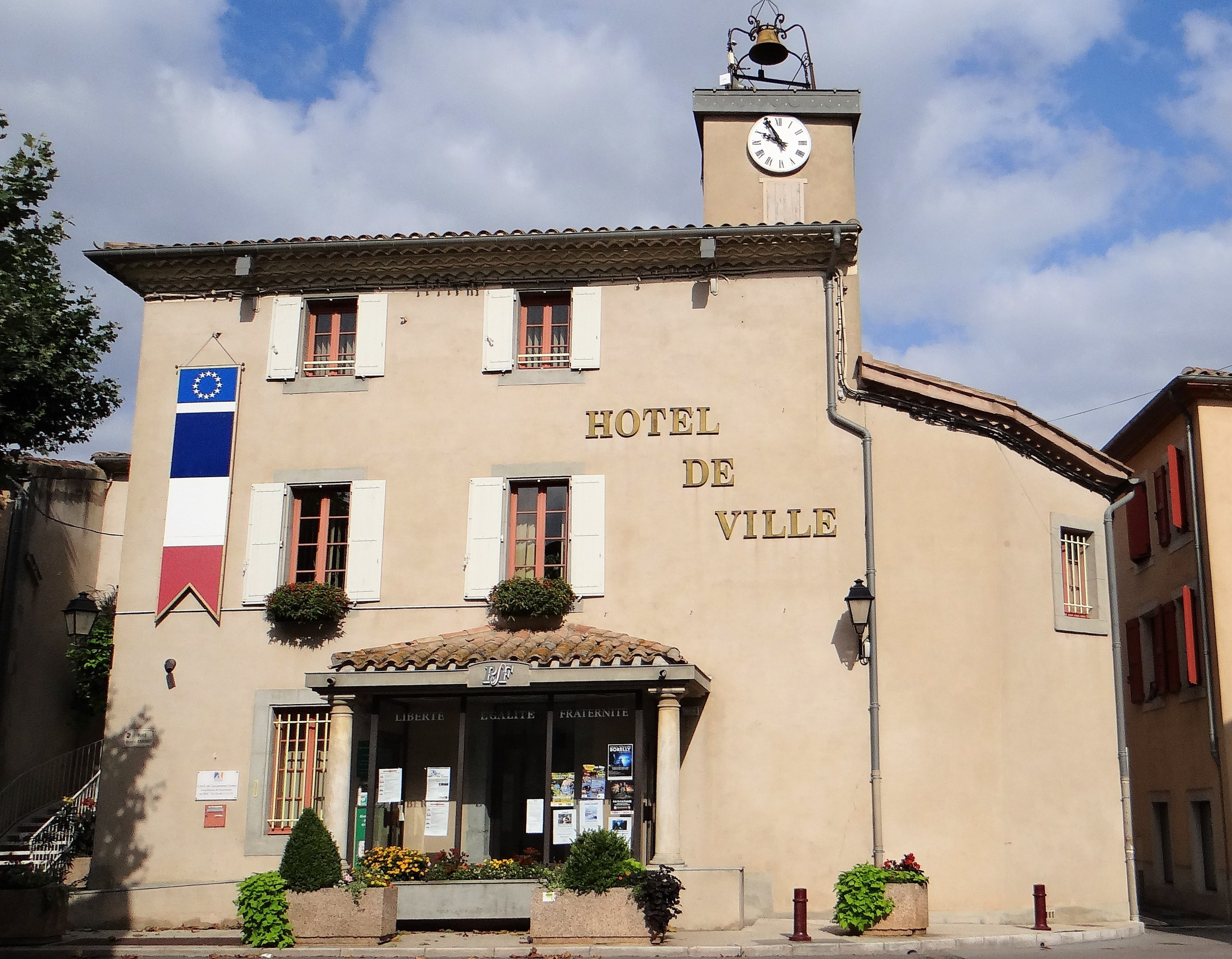
L'hôtel de ville.

### Hydrographie
La commune est dans la région hydrographique « Côtiers méditerranéens », au sein du bassin hydrographique Rhône-Méditerranée-Corse. Elle est drainée par l'Argent-Double, le Rascas, le ruisseau de Canet, le ruisseau de Naval, le ruisseau de Saint-Julien, le ruisseau des Agals, le ruisseau des Soulades et le ruisseau de Touzéry, qui constituent un réseau hydrographique de 20 km de longueur totale,.
L'Argent-Double, d'une longueur totale de 37,4 km, prend sa source dans la commune de Lespinassière et s'écoule vers le sud. Il traverse la commune et se jette dans l'Aude à La Redorte, après avoir traversé 8 communes.
Le Rascas, d'une longueur totale de 12,9 km, prend sa source dans la commune de Villeneuve-Minervois et s'écoule vers le sud-est. Il traverse la commune et se jette à Puichéric, après avoir traversé 7 communes.
Le ruisseau de Canet, d'une longueur totale de 10,9 km, prend sa source dans la commune de Félines-Termenès et s'écoule vers le sud-est. Il traverse la commune et se jette dans l'Argent-Double à Azille, après avoir traversé 6 communes.
Le ruisseau de Naval, d'une longueur totale de 18,8 km, prend sa source dans la commune de Caunes-Minervois et s'écoule vers le sud-est. Il traverse la commune et se jette dans l'Aude à La Redorte, après avoir traversé 6 communes.

### Climat
Pour des articles plus généraux, voir Climat de l'Occitanie et Climat de l'Aude.
En 2010, le climat de la commune est de type climat méditerranéen franc, selon une étude s'appuyant sur une série de données couvrant la période 1971-2000. En 2020, Météo-France publie une typologie des climats de la France métropolitaine dans laquelle la commune est exposée à un climat méditerranéen et est dans la région climatique Provence, Languedoc-Roussillon, caractérisée par une pluviométrie faible en été, un très bon ensoleillement (2 600 h/an), un été chaud (21,5 °C), un air très sec en été, sec en toutes saisons, des vents forts (fréquence de 40 à 50 % de vents > 5 m/s) et peu de brouillards.
Pour la période 1971-2000, la température annuelle moyenne est de 14,3 °C, avec une amplitude thermique annuelle de 16,1 °C. Le cumul annuel moyen de précipitations est de 653 mm, avec 7,5 jours de précipitations en janvier et 3,6 jours en juillet. Pour la période 1991-2020, la température moyenne annuelle observée sur la station météorologique la plus proche, située sur la commune de Caunes-Minervois à 7 km à vol d'oiseau, est de 13,9 °C et le cumul annuel moyen de précipitations est de 768,1 mm,. Pour l'avenir, les paramètres climatiques de la commune estimés pour 2050 selon différents scénarios d'émission de gaz à effet de serre sont consultables sur un site dédié publié par Météo-France en novembre 2022.

### Milieux naturels et biodiversité
L’inventaire des zones naturelles d'intérêt écologique, faunistique et floristique (ZNIEFF) a pour objectif de réaliser une couverture des zones les plus intéressantes sur le plan écologique, essentiellement dans la perspective d’améliorer la connaissance du patrimoine naturel national et de fournir aux différents décideurs un outil d’aide à la prise en compte de l’environnement dans l’aménagement du territoire.
Deux ZNIEFF de type 1 sont recensées sur la commune :
les « coteaux marneux du plateau de Fabas » (160 ha), couvrant 3 communes du département, et 
l'« étang de l'Estagnol à La Redorte » (42 ha), couvrant 2 communes du département
et une ZNIEFF de type 2, : 
l'« ancien étang de Marseillette » (2 070 ha), couvrant 6 communes du département.

Carte des ZNIEFF de type 1 et 2 à Rieux-Minervois.
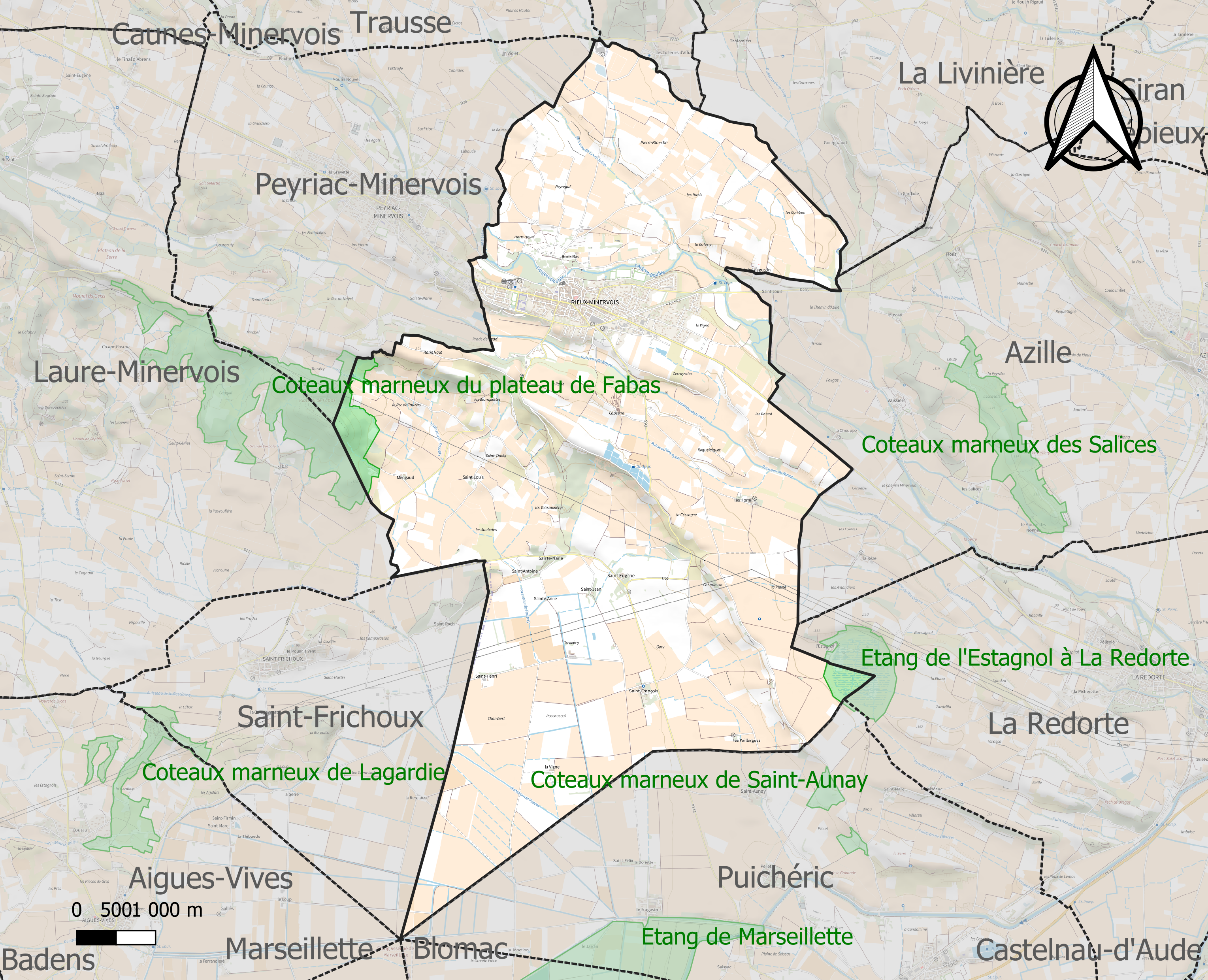
Carte des ZNIEFF de type 1 sur la commune.
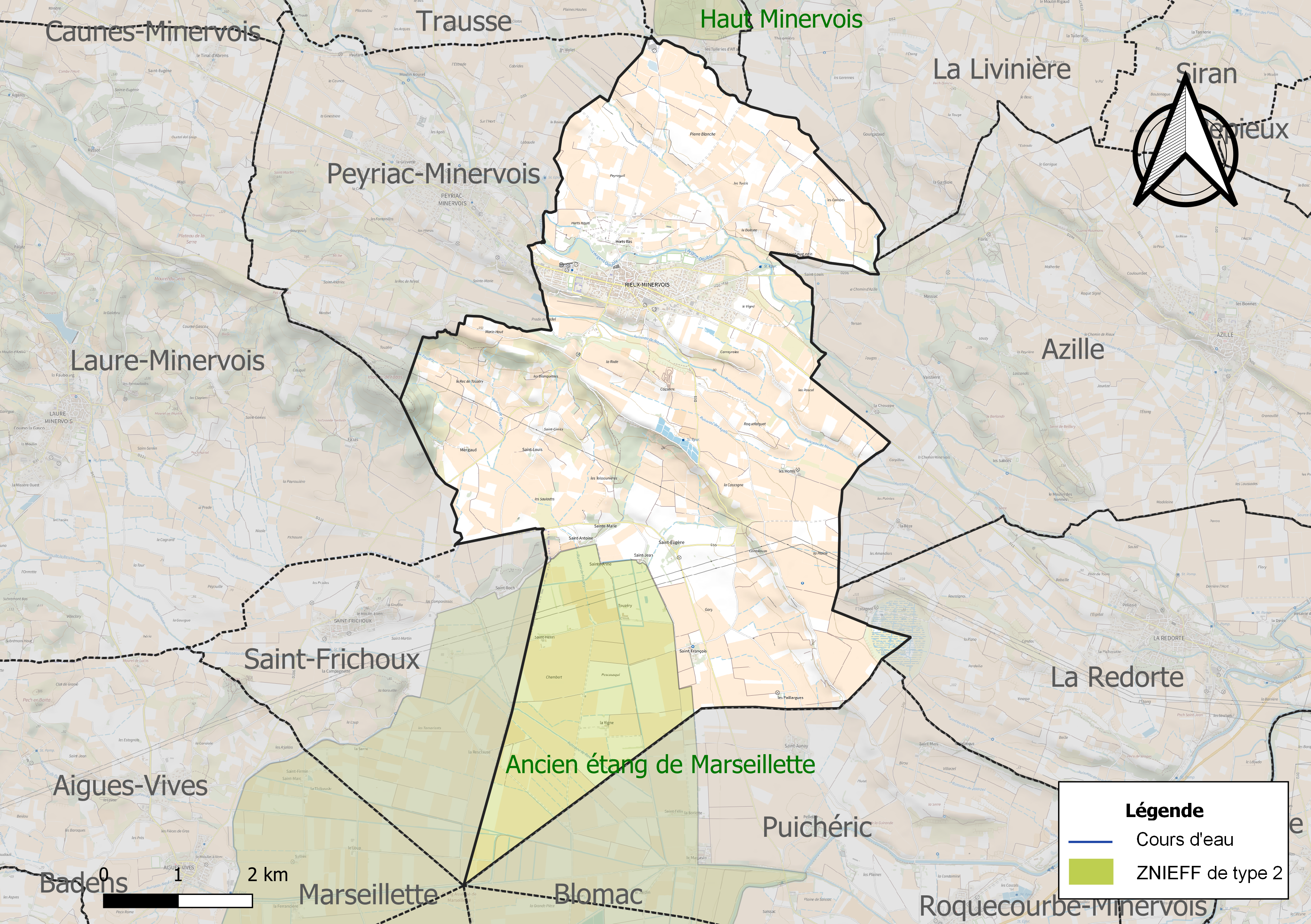
Carte de la ZNIEFF de type 2 sur la commune.

## Urbanisme

### Typologie
Au 1er janvier 2024, Rieux-Minervois est catégorisée bourg rural, selon la nouvelle grille communale de densité à 7 niveaux définie par l'Insee en 2022.
Elle appartient à l'unité urbaine de Rieux-Minervois, une agglomération intra-départementale dont elle est ville-centre,. La commune est en outre hors attraction des villes,.

### Occupation des sols
L'occupation des sols de la commune, telle qu'elle ressort de la base de données européenne d’occupation biophysique des sols Corine Land Cover (CLC), est marquée par l'importance des territoires agricoles (90,1 % en 2018), en diminution par rapport à 1990 (93 %). La répartition détaillée en 2018 est la suivante : 
cultures permanentes (77,5 %), terres arables (7,8 %), zones agricoles hétérogènes (4,9 %), milieux à végétation arbustive et/ou herbacée (4,8 %), zones urbanisées (4,2 %), forêts (1 %). L'évolution de l’occupation des sols de la commune et de ses infrastructures peut être observée sur les différentes représentations cartographiques du territoire : la carte de Cassini (XVIIIe siècle), la carte d'état-major (1820-1866) et les cartes ou photos aériennes de l'IGN pour la période actuelle (1950 à aujourd'hui).

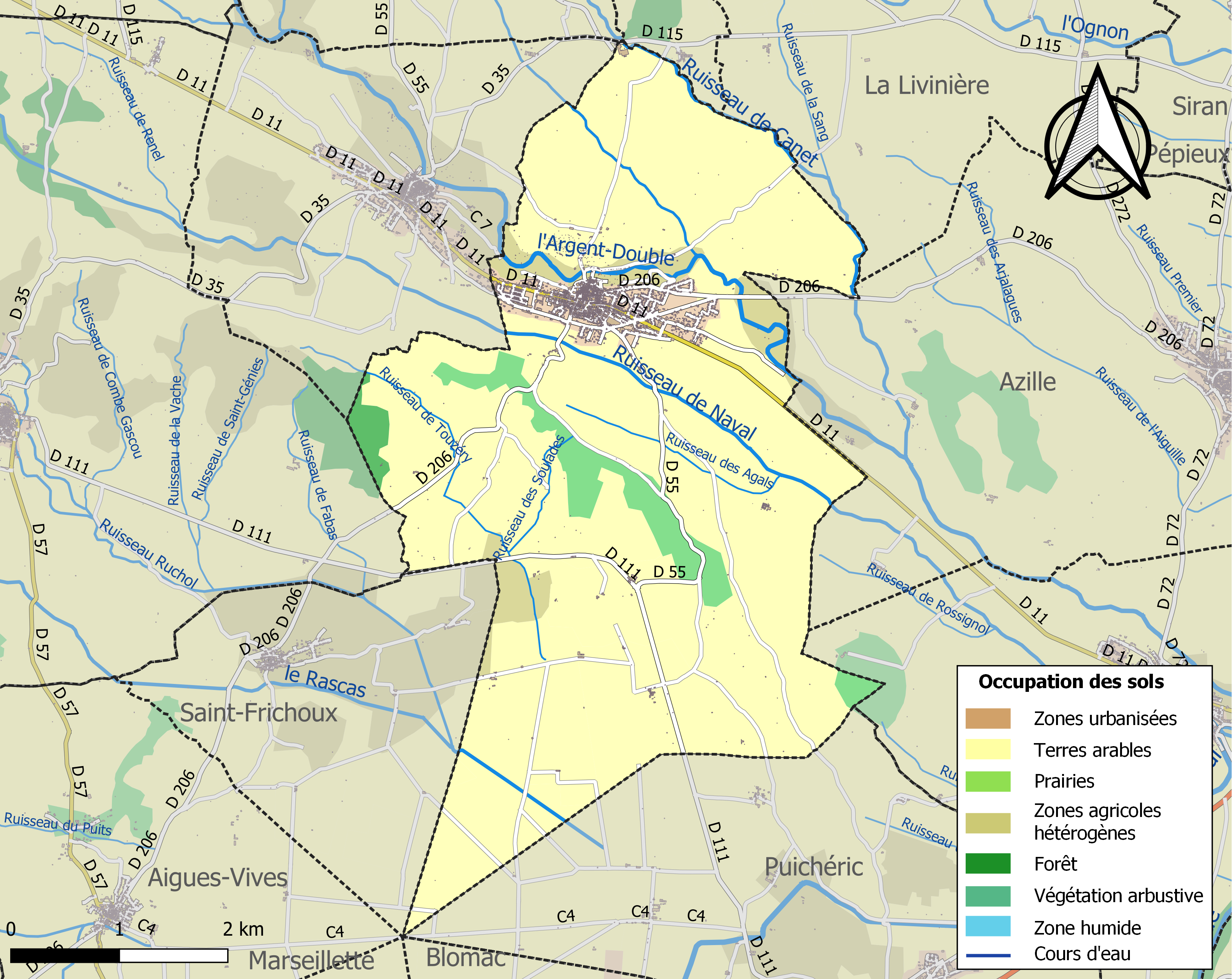
Carte des infrastructures et de l'occupation des sols de la commune en 2018 (CLC).

### Risques majeurs
Le territoire de la commune de Rieux-Minervois est vulnérable à différents aléas naturels : météorologiques (tempête, orage, neige, grand froid, canicule ou sécheresse), inondations et séisme (sismicité faible). Un site publié par le BRGM permet d'évaluer simplement et rapidement les risques d'un bien localisé soit par son adresse soit par le numéro de sa parcelle.
Certaines parties du territoire communal sont susceptibles d’être affectées par le risque d’inondation par débordement de cours d'eau, notamment le ruisseau de Glandes. La commune a été reconnue en état de catastrophe naturelle au titre des dommages causés par les inondations et coulées de boue survenues en 1982, 1987, 1992, 1999, 2005, 2009, 2017 et 2018,.

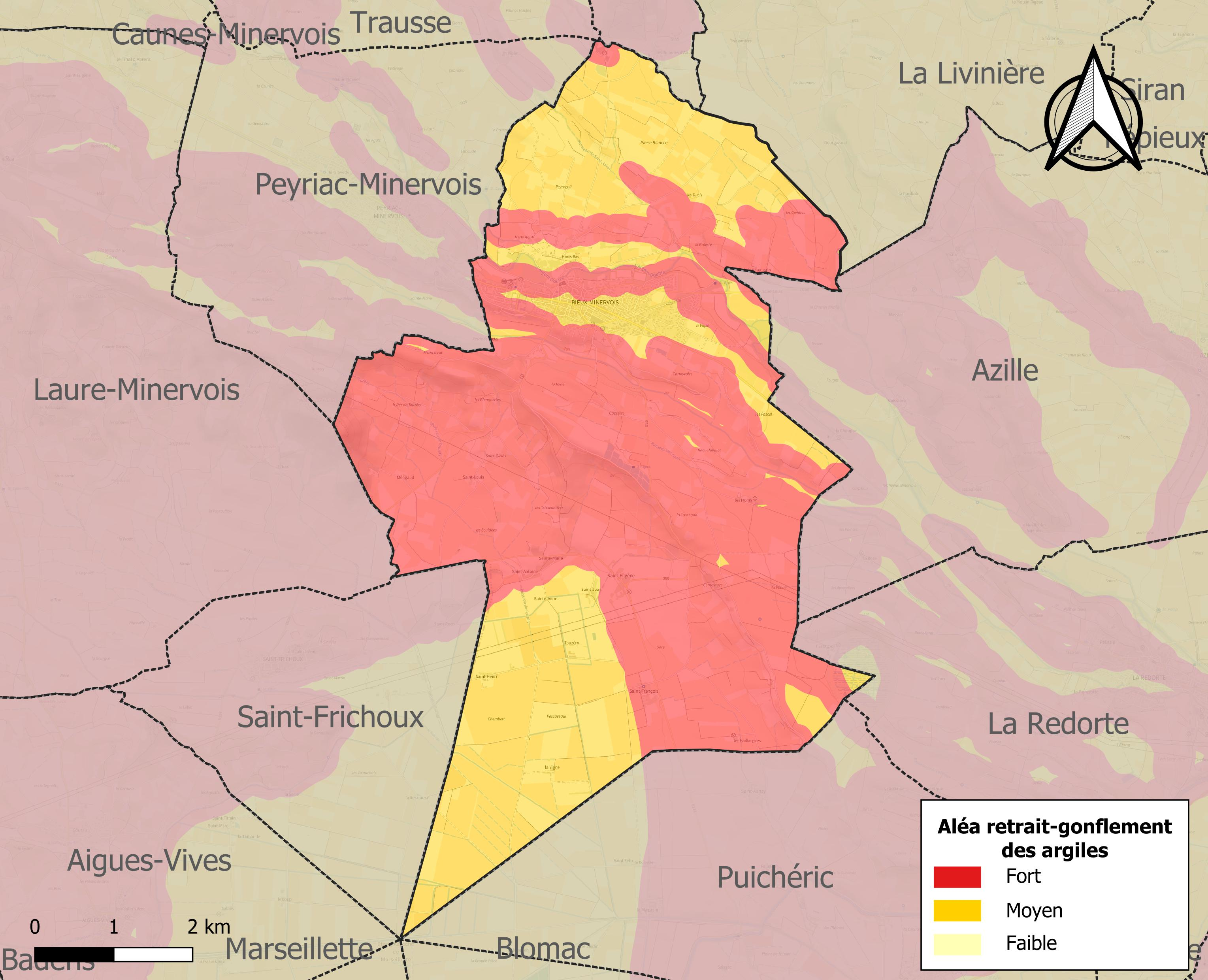
Carte des zones d'aléa retrait-gonflement des sols argileux de Rieux-Minervois.

Le retrait-gonflement des sols argileux est susceptible d'engendrer des dommages importants aux bâtiments en cas d’alternance de périodes de sécheresse et de pluie. La totalité de la commune est en aléa moyen ou fort (75,2 % au niveau départemental et 48,5 % au niveau national). Sur les 1 083 bâtiments dénombrés sur la commune en 2019, 1083 sont en aléa moyen ou fort, soit 100 %, à comparer aux 94 % au niveau départemental et 54 % au niveau national. Une cartographie de l'exposition du territoire national au retrait gonflement des sols argileux est disponible sur le site du BRGM,.

## Toponymie
Attestée sous les formes Pago Minerbensis en 855, Rivo en 1129.[réf. nécessaire]
Mentions anciennes : Sancte Marie de Rivo (1129), Vila de Rivo (1156), Rivo Minerbesii (1406), Rieu (XIVe s.), Ryus (1536), Rieux en Minervois (XVIIe s.), Mérinville (XVIIe s.), Rieux-Minervois (1838, bull. des lois, série 8 n° 7342).
Le toponyme riu signifiant rivière ruisseau en occitan, serait à l'origine du nom actuel de la commune. Pour le distinguer des autres Rieux, il est suivi de la dénomination « Minervois » se référant à l'antique Pago Minerbensis.

## Histoire
Il semble que la rivière l’Argent-Double ait accueilli sur ses berges une cité dès l’époque gallo-romaine. De nombreuses villae entouraient son lit, comme en témoignent les archives. « Près de la rivière », Al Riùs pourrait être à l’origine du nom ; pour le distinguer des autres « Rieux », il est suivi du qualificatif de « Minervois » en référence à l’antique pagus Minerbensis, connu depuis l’époque gallo-romaine : on en trouve une référence dans une charte de Charles le Chauve de l'an 855, pagus Minarbensi, appliquée à la région. Le village aurait vu le jour autour d’un castrum vers l’an mil.
La seigneurie de Rieux, possédée au XIIe siècle par les vicomtes de Minerve, est confisquée après la croisade contre les Albigeois et le roi Saint Louis inféode cette seigneurie à Raymond de Saverdun en 1230.
Les héritiers de Saverdun vendent la terre de Rieux à Nicolas de La Jugie, une famille du Limousin, dont l'un des membres, Pierre de La Jugie, est archevêque de Narbonne. Cette famille est par ailleurs apparentée aux papes Clément VI et Grégoire IX ainsi qu'aux évêques de Saint-Pons.
À partir de 1372, la terre de Rieux est transmise par alliances matrimoniales, aux maisons de Puydeval (1375), de Morèze (1458) et de Moustiers de Mérinville (1642). C’est cette lignée qui fit ériger le château à proximité de l’Argent-Double vers 1175 et dont il reste quelques ouvrages remarquables : tours, cour du puits, fenêtre et linteaux.
François de La Jugie, baron de Rieux (1556-1592) est un homme de guerre, premier maréchal des camps et armées du Roi, gouverneur de Narbonne, il participe aux combats qui ravagent le Languedoc et particulièrement le Minervois : d'abord contre les protestants, puis contre les ligueurs. C'est un proche d'Henri Ier de Montmorency, gouverneur du Languedoc. En récompense, la baronnie de Rieux est érigée en comté par le roi Henri IV en 1604.
François de La Jugie, comte de Rieux, fils cadet du précédent, est un fidèle de la maison Montmorency et s'associera en 1630 à Henri II, dernier duc de Montmorency entré en rébellion contre le pouvoir royal (Louis XIII et Richelieu). Il sera tué lors du combat de Castelnaudary en 1632. En punition, le comté de Rieux perd son titre de baronnie des États de Languedoc et les tours du château sont rasées « à hauteur des cheminées ».
Le comté de Rieux retrouve en 1642 ses droits d'accès aux États de Languedoc après le mariage de Marguerite de La Jugie, fille de François, avec François de Moustiers-Mérinville : c'est cette famille qui donnera leur gentilé aux habitants de Rieux (les Mérinvillois et les Mérinvilloises), le village prenant lui-même le nom de Mérinville en 1775. Ce nom fut aboli à la Révolution française, rétabli sous la Restauration et définitivement aboli par un décret royal de 1838.
Ajoutons aussi que Rieux se situe sur un des chemins de Saint-Jacques-de-Compostelle, ce qui expliquerait la présence d'une statue de Saint-Jacques en pèlerin avec son bâton, sa coquille, et sa représentation sur le tableau situé dans la chapelle Saint-Roch de Saissac.

## Politique et administration

### Liste des maires
| Période                                  | Période   | Identité       | Étiquette | Qualité                                                                                            |
| ---------------------------------------- | --------- | -------------- | --------- | -------------------------------------------------------------------------------------------------- |
| mars 1959                                | mars 1977 | René Gleizes   |           | |
| mars 1977                                | mars 1989 | Joseph Yché    | PCF       | |
| mars 1989                                | juin 2020 | Pierre Destrem | UMP-LR    | Industriel retraité, conseiller général (1992-1998), député suppléant de Gérard Larrat (1993-1997) |
| juin 2020                                | En cours  | Bernard Yagues |           | |
| Les données manquantes sont à compléter. |           |                |           | |

## Démographie
| 1793  | 1800  | 1806  | 1821  | 1831  | 1836  | 1841  | 1846  | 1851  |
| ----- | ----- | ----- | ----- | ----- | ----- | ----- | ----- | ----- |
| 1 228 | 1 367 | 1 555 | 1 629 | 1 562 | 1 625 | 1 605 | 1 674 | 1 690 |

| 1856  | 1861  | 1866  | 1872  | 1876  | 1881  | 1886  | 1891  | 1896  |
| ----- | ----- | ----- | ----- | ----- | ----- | ----- | ----- | ----- |
| 1 710 | 1 717 | 1 790 | 1 771 | 1 990 | 2 329 | 2 213 | 2 098 | 2 059 |

| 1901  | 1906  | 1911  | 1921  | 1926  | 1931  | 1936  | 1946  | 1954  |
| ----- | ----- | ----- | ----- | ----- | ----- | ----- | ----- | ----- |
| 2 262 | 2 230 | 2 173 | 2 389 | 2 397 | 2 376 | 2 276 | 1 915 | 1 854 |

| 1962  | 1968  | 1975  | 1982  | 1990  | 1999  | 2006  | 2007  | 2012  |
| ----- | ----- | ----- | ----- | ----- | ----- | ----- | ----- | ----- |
| 1 939 | 2 048 | 1 879 | 1 892 | 1 868 | 2 075 | 2 039 | 2 042 | 2 021 |

| 2017  | 2022  | - | - | - | - | - | - | - |
| ----- | ----- | - | - | - | - | - | - | - |
| 1 987 | 1 966 | - | - | - | - | - | - | - |

## Économie

### Revenus
En 2018  (données Insee publiées en septembre 2021), la commune compte 801 ménages fiscaux, regroupant 1 633 personnes. La médiane du revenu disponible par unité de consommation est de 17 860 € (19 240 € dans le département).

### Emploi
| Division       | 2008   | 2013   | 2018   |
| -------------- | ------ | ------ | ------ |
| Commune        | 8,8 %  | 11,5 % | 12,2 % |
| Département    | 10,2 % | 12,8 % | 12,6 % |
| France entière | 8,3 %  | 10 %   | 10 %   |

En 2018, la population âgée de 15 à 64 ans s'élève à 1 095 personnes, parmi lesquelles on compte 62,8 % d'actifs (50,6 % ayant un emploi et 12,2 % de chômeurs) et 37,2 % d'inactifs,. Depuis 2008, le taux de chômage communal (au sens du recensement) des 15-64 ans est inférieur à celui du département, mais supérieur à celui de la France.
La commune est hors attraction des villes,. Elle compte 710 emplois en 2018, contre 724 en 2013 et 637 en 2008. Le nombre d'actifs ayant un emploi résidant dans la commune est de 563, soit un indicateur de concentration d'emploi de 126,2 % et un taux d'activité parmi les 15 ans ou plus de 40,7 %.
Sur ces 563 actifs de 15 ans ou plus ayant un emploi, 276 travaillent dans la commune, soit 49 % des habitants. Pour se rendre au travail, 82,8 % des habitants utilisent un véhicule personnel ou de fonction à quatre roues, 1,2 % les transports en commun, 10,2 % s'y rendent en deux-roues, à vélo ou à pied et 5,8 % n'ont pas besoin de transport (travail au domicile).

### Activités hors agriculture

#### Secteurs d'activités
173 établissements sont implantés  à Rieux-Minervois au 31 décembre 2019. Le tableau ci-dessous en détaille le nombre par secteur d'activité et compare les ratios avec ceux du département,.
| Secteur d'activité                                                                                        | Commune | Commune | Département |
| Secteur d'activité                                                                                        | Nombre  | %       | %           |
| --- | ------- | ------- | ----------- |
| Ensemble                                                                                                  | 173     | 100 %   | (100 %)     |
| Industrie manufacturière, industries extractives et autres                                                | 12      | 6,9 %   | (8,8 %)     |
| Construction                                                                                              | 29      | 16,8 %  | (14 %)      |
| Commerce de gros et de détail, transports, hébergement et restauration                                    | 49      | 28,3 %  | (32,3 %)    |
| Information et communication                                                                              | 2       | 1,2 %   | (1,6 %)     |
| Activités financières et d'assurance                                                                      | 6       | 3,5 %   | (2,7 %)     |
| Activités immobilières                                                                                    | 11      | 6,4 %   | (5,2 %)     |
| Activités spécialisées, scientifiques et techniques et activités de services administratifs et de soutien | 20      | 11,6 %  | (13,3 %)    |
| Administration publique, enseignement, santé humaine et action sociale                                    | 28      | 16,2 %  | (13,2 %)    |
| Autres activités de services                                                                              | 16      | 9,2 %   | (8,8 %)     |

Le secteur du commerce de gros et de détail, des transports, de l'hébergement et de la restauration est prépondérant sur la commune puisqu'il représente 28,3 % du nombre total d'établissements de la commune (49 sur les 173 entreprises implantées  à Rieux-Minervois), contre 32,3 % au niveau départemental.

#### Entreprises
Les quatre entreprises ayant leur siège social sur le territoire communal qui génèrent le plus de chiffre d'affaires en 2020 sont : 
- Les Celliers Jean D'alibert, commerce de gros (commerce interentreprises) de boissons (35 623 k€)
- Merinvilloise Du Batiment, travaux de maçonnerie générale et gros œuvre de bâtiment (565 k€)
- Le Familial, commerce d'alimentation générale (239 k€)
- M Et D Poudou SARL, conseil pour les affaires et autres conseils de gestion (5 k€)

#### Viticulture
Bien que le secteur tertiaire soit en plein essor, l'économie locale repose essentiellement sur la viticulture : production de vins d'appellation AOC Minervois (Vin de pays des Coteaux-de-Peyriac), de vins de cépages (cabernet, syrah, grenache..) et de vins de pays, dont les typicités et les arômes sont particulièrement recherchés.

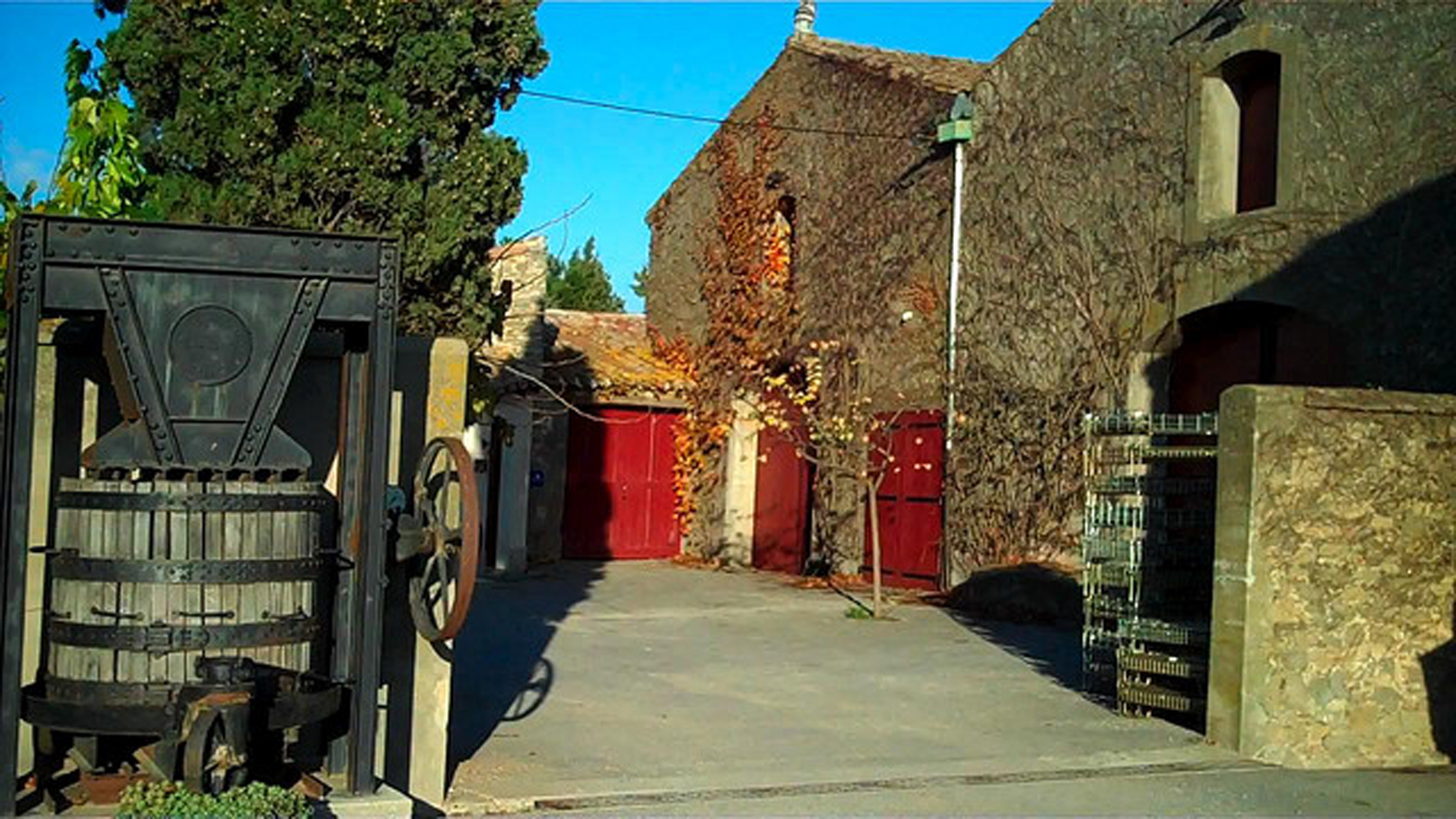
Domaine viticole à Rieux-Minervois.
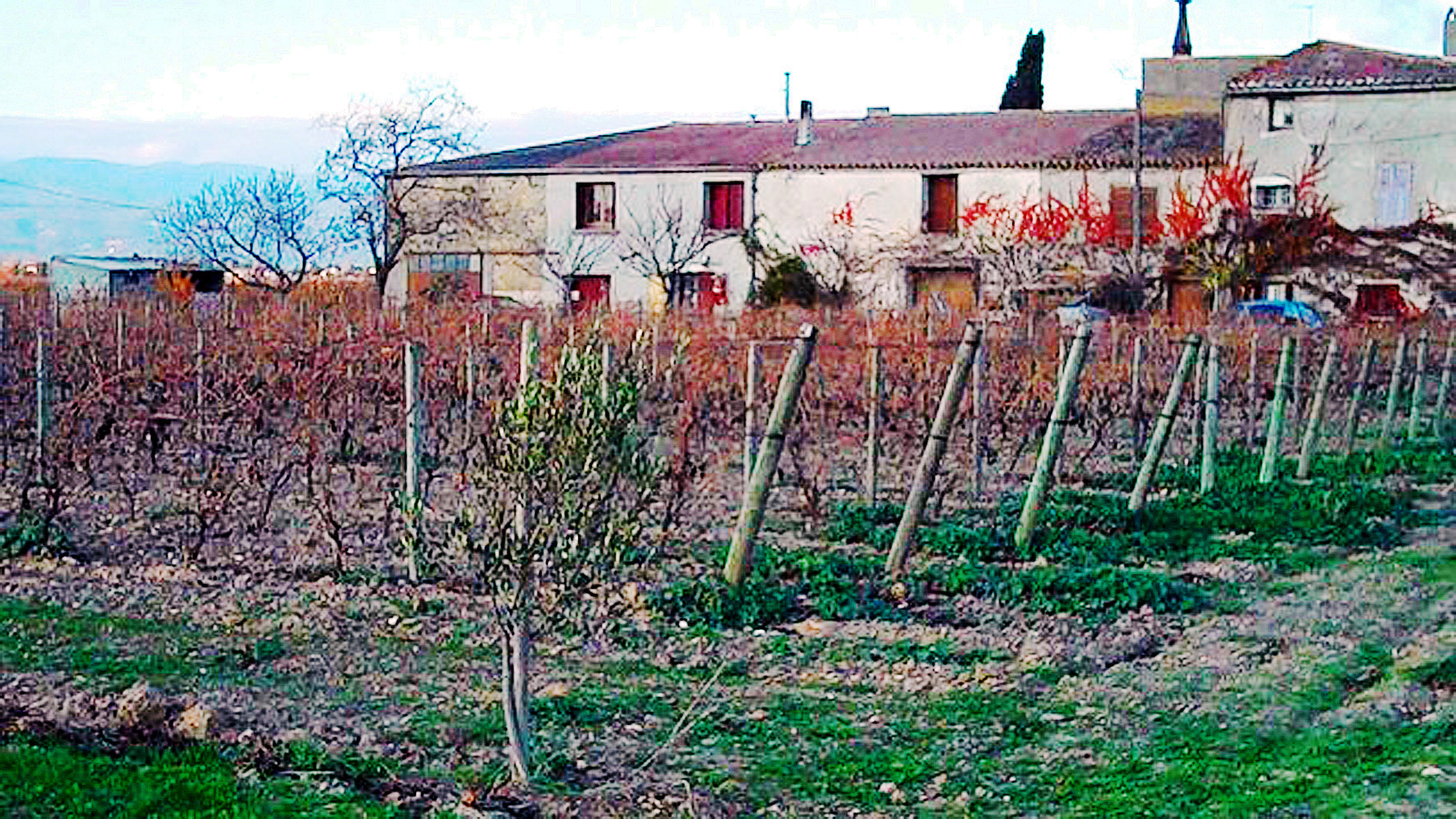
Domaine viticole à Rieux-Minervois.

### Agriculture
La commune est dans la « Région viticole » de l'Aude, une petite région agricole occupant une grande partie centrale du département, également dénommée localement « Corbeilles Minervois et Carcasses-Limouxin ». En 2020, l'orientation technico-économique de l'agriculture  sur la commune est la viticulture.
|               | 1988  | 2000 | 2010 | 2020 |
| ------------- | ----- | ---- | ---- | ---- |
| Exploitations | 168   | 129  | 97   | 82   |
| SAU (ha)      | 1 974 | 1691 | 1256 | 1251 |

Le nombre d'exploitations agricoles en activité et ayant leur siège dans la commune est passé de 168 lors du recensement agricole de 1988  à 129 en 2000 puis à 97 en 2010 et enfin à 82 en 2020, soit une baisse de 51 % en 32 ans. Le même mouvement est observé à l'échelle du département qui a perdu pendant cette période 60 % de ses exploitations,. La surface agricole utilisée sur la commune a également diminué, passant de 1 974 ha en 1988 à 1 251 ha en 2020. Parallèlement la surface agricole utilisée moyenne par exploitation a augmenté, passant de 12 à 15 ha.

## Culture locale et patrimoine

### Lieux et monuments

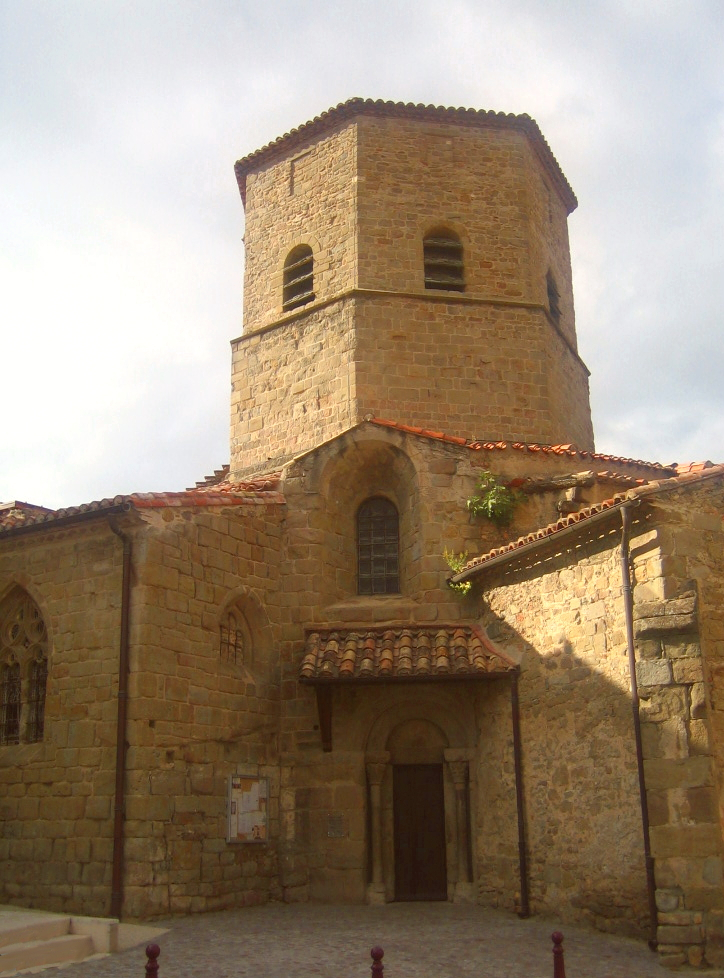
Église de l'Assomption.

- Église de l'Assomption de Rieux-Minervois[40] du XIIe siècle. Église à plan centré heptagonal. L'édifice a été classé au titre des monuments historiques en 1840[41]. Plusieurs objets sont référencés dans la base Palissy[41].
L'église et ses aborts sont inscrits au titre des sites naturels depuis 1943[42].
- Château de Rieux-Minervois.
- Silo de Rieux-Minervois.
- Chapelle Notre-Dame-du-Bout-du-Pont[43].
- Pont sur l'Argent-Double construit en 1606 par François de La Jugie, seigneur de Rieux.
Le plan d'eau, le pont et la rive de l'Argent Double sont inscrits au titre des sites naturels depuis 1942[44].

### Personnalités liées à la commune
- Léopold Gourp, aviateur compagnon de Saint Exupéry
- Maître de Cabestany
- Henri Sizaire avocat, député socialiste du Tarn, maire de  Castres.
- Dalmace
- Émile Pouytès, Vigneron décédé lors d'une manifestation viticole au Pont de Montredon-Corbières le 4 mars 1976. Émile Pouytès, était  né à Rieux-Minervois le 1er juin 1924.
- Jean Gabriel Cosculluela, écrivain, traducteur de l’espagnol, éditeur

### Héraldique
| Blason de Rieux-Minervois | Blason  | Écartelé : au 1er d'argent aux trois fasces de gueules, au 2e d'azur à deux lions affrontés d'or, au 3e de gueules à deux lions léopardés aussi d'or, au 4e parti au 1 d'azur à la fasce d'or et au 2 d'argent à la bande d'azur accompagnée de six roses de gueules en orle, trois en chef et trois en pointe, sur le tout d'or à un lys de jardin de gueules. |
| Blason de Rieux-Minervois | Détails | Le statut officiel du blason reste à déterminer. |
| Blason de Rieux-Minervois | Alias   | De sable à un pal fuselé d'argent et d'azur. |